# 太田頼基
太田 頼基（おおだ よりもと）は、平安時代末期の武士。大和源氏の系譜を引く所雑色・太田頼資の子。号は太田太郎。

## 出自
系譜については多田源氏（摂津源氏）の武士であるとされている場合があるが、厳密には源満仲の次男・頼親に始まる系統である。頼親は大和国を地盤とした大和源氏の祖とされるが、大和を地盤とする以前は摂津国内に多くの所領を有していた事が確認されており、後代、頼親の子孫には頼基のほかにも摂津に所領を持つ者が散見される。

## 略歴
摂津島下郡太田（現在の大阪府茨木市太田付近）に所領を持つ武士であり、太田城の築城者であるとされる。頼基は源平争乱期の人物であり、『玉葉』の文治元年（1185年）10月30日の条によると、源頼朝と対立し翌日西国に向けて都落ちすることが決まった義経、行家らの一党に対し、「城郭」を構えて牽制する姿勢をみせており、更には義経の命を受け船の手配をしていた義経の所従紀伊権守・兼資を討ったとあるほか、翌月3日には都を落ちた義経らと摂津河尻付近で合戦し義経らが勝利したとある。
また、『平家物語』では、都落ちした義経の一党が自分の所領の近くを通り西海に抜けようとしていることを知った頼基が、「我が門の前を通しながら、矢一つ射かけであるべきか」と言って鎌倉に対する忠誠を示すと、少数の手勢を率いて摂津河原津で義経一党に合戦（河原津の合戦）を挑むという勇敢な武士として描かれている。

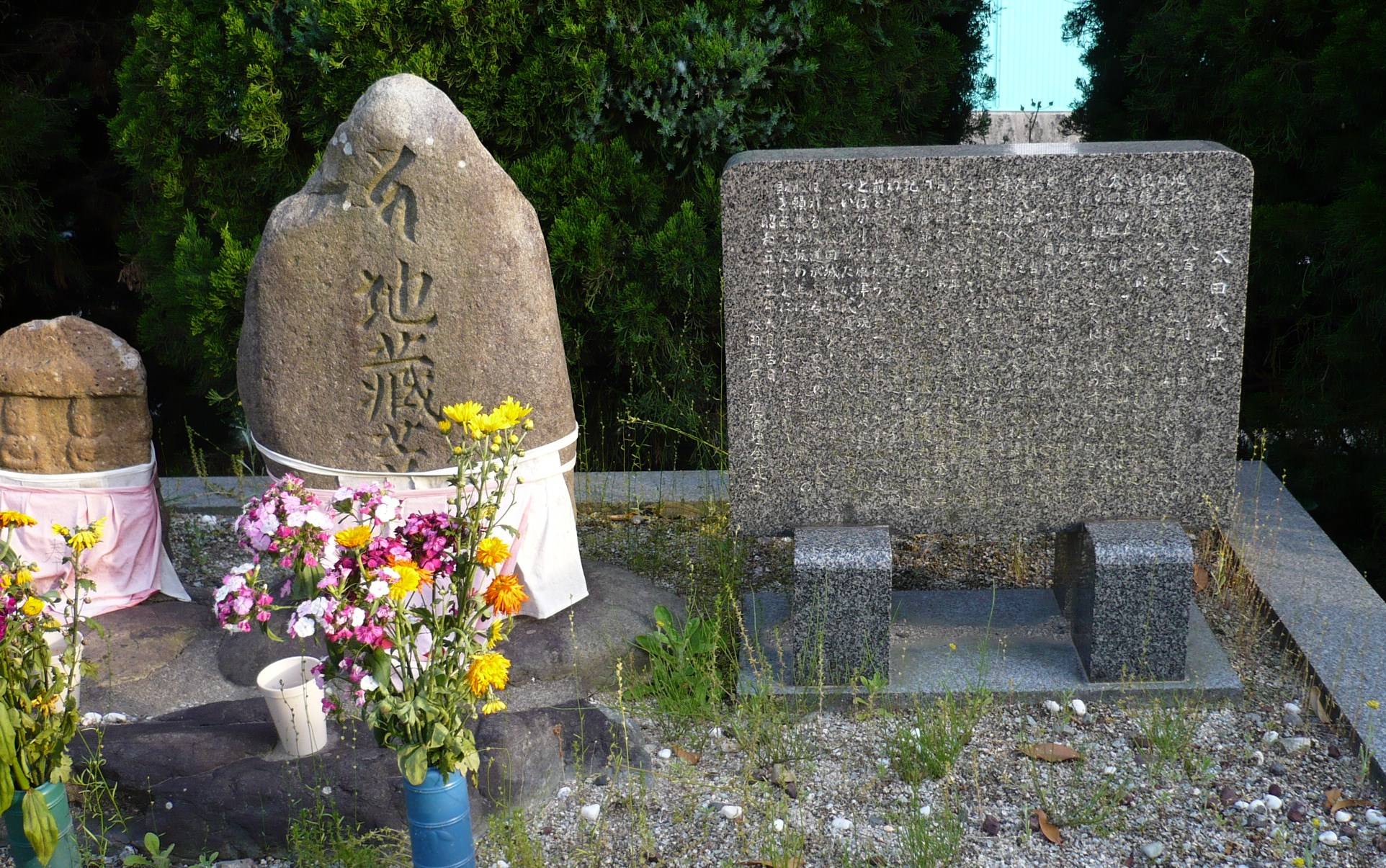
太田城内にある太田頼基の墓

## 系譜
- 父：太田頼資
- 母：不詳
- 妻：不詳
- 養子
  - 男子：太田義員 - 弟頼康の子
  - 男子：太田義資 - 弟頼兼の子

源頼親－源頼房－源頼俊－源頼景－源惟風－源頼明－太田頼遠－太田頼資－太田頼基＝義量＝義資